# الغابسية (فلسطين)
الغابسية كانت قرية عربية فلسطينية في شمال فلسطين، على بعد 16 كم شمال شرق عكا. طرد الجيش الإسرائيلي سكان القرية خلال الفترة 1948-1950 ولا تزال مهجورة.

## موقع القرية
تقع القرية على تلة ترتفع 100م عن سطح البحر، وتبعد شرقًا عن البحر مسافة 7كم. يحيط بها الكابري والشيخ دنون ويفصلها وادي أبو طبيخ -الذي يندمج مع وادي جعتون وهو أحد أقسام وادي المفشوخ- عند الشيخ داود في قضاء عكا.
يمر وادي المجنونة جنوب الغابسيّة فيما يمر وادي المفشوخ شمالها. بالأضافة إلى الشيخ داود ودنون، أقرب القرى اليها النهر، التل، عمقا، الكابري، كويكات، إم الفرج. كما يوجد بالغابسية عدد من المُغر منها "مغارة عيشة" و"مغارة الحرامية".

## أصل التسمية
يرجع أصل اسم الغابسية إلى «الغَبَس» أي لون الرماد.

## تاريخها
عُثر على معصرة نبيذ في الغابسية ترجع إلى العصر البرونزي. كما اكتُشفت بقايا أخرى تشير إلى أن المكان ربما كان يحتوي على مستوطنة رومانية وبيزنطية. كما شوهد بها أحد التيجان الكورنثية في القرن التاسع عشر.
كان الموقع يُعرف باسم «لا غاباسي» خلال الفترة الصليبية وكان ضمن إقطاعيات كاسال إمبرت. وقد وُصفت بأنها جزء من ممتلكات الصليبيين خلال الهدنة بين الصليبيين المتمركزين في عكا والسلطان المملوكي المنصور قلاوون في 1283.

### العصر العثماني

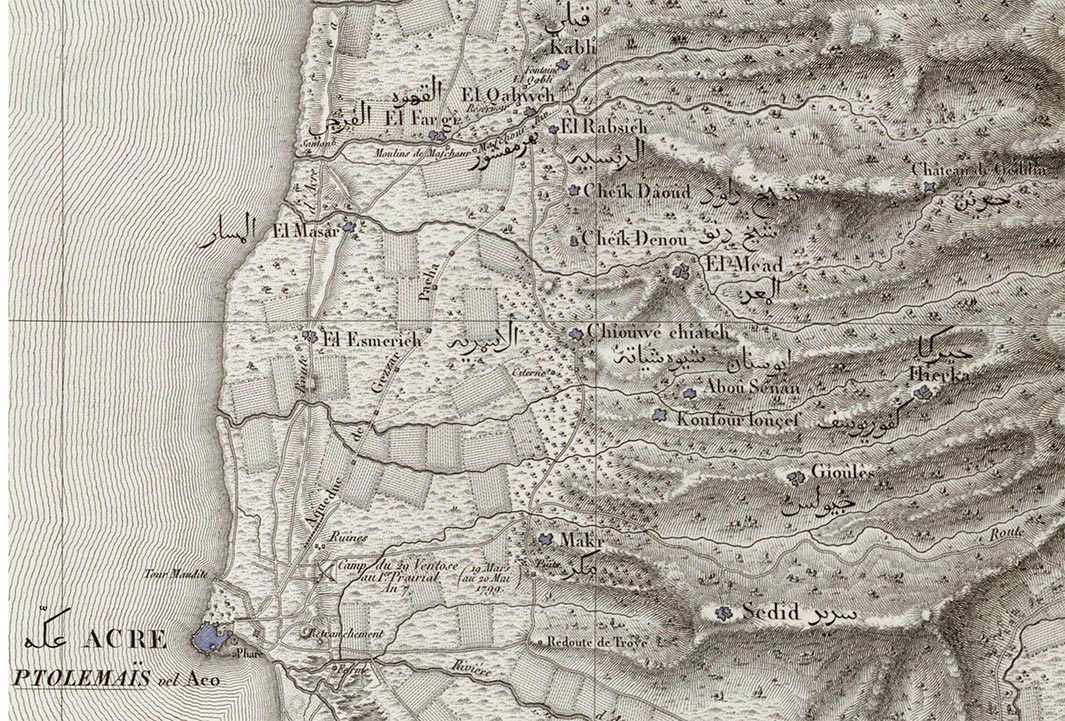
خريطة فرنسية للمنطقة في 1799. حيث تقابل الرابسية الغابسية في خريطة بيير جاكوتين.

كانت القرية تقابل الغابية في قضاء عكا، وعدت جزء من سنجق صفد، كما جاء في دفتر الضرائب العثماني لعام 1596. وبلغ عدد سكانها 58 أسرة (خانة) وعزابين (مجرد)، جميعهم من المسلمين. ودفعوا ضريبة ثابتة قدرها 25% على المنتجات الزراعية، بما في ذلك القمح والشعير وأشجار الفاكهة والقطن وجاموس الماء؛ ما مجموعه 6,334 آقجة. وذهب 14/24 من الإيرادات إلى الوقف.
وأظهرت خريطة لبيير جاكوتين زمن حملة نابليون في 1799 القرية باسم الرابسية. يعود تاريخ مسجد القرية إلى زمن علي باشا الخازندار والد عبد الله باشا (أي قبل 1818). وقد زار المستكشف الفرنسي فيكتور غيرن القرية التي أطلق عليها اسم «الرابسية» في 1875. في عام 1881، وصف مسح غرب فلسطين الذي أجراه صندوق استكشاف فلسطين الغابسية بأنها «قرية مبنية بالحجارة، وتضم حوالي 150 مسلماً، على حافة السهل، ومحاطة بالزيتون والتين والرمان والبساتين، وجدول قريب كثير الماء.»
أظهر تعداد للسكان من حوالي 1887 أن الغابسية ضمت حوالي 390 نسمة، جميعهم من المسلمين.

### فترة الانتداب البريطاني
بلغ عدد سكان الغابسية 427 نسمة، جميعهم مسلمون، إبان التعداد السكاني لفلسطين في 1922 الذي أجراه الانتداب البريطاني. وارتفع عددهم في تعداد 1931 إلى 470، ظلت أغلبيتهم من المسلمين، يقطنون في إجمالي 125 منزلاً.
نما عدد السكان إلى 690 في إحصاءات 1945، وظلت أغلبيتهم من المسلمين.

## إقتصاد القرية
بلغت مساحة القرية، بجانب قريتي الشيخ دنون والشيخ داود المجاورتين، 11,771 دونماً من الأراضي في 1945. واعتمد الاقتصاد المحلي على الثروة الحيوانية والزراعة. خُصص ما مجموعه 6,633 دونماً من أراضي القرى الثلاث للحبوب في 1944/1945، و1,371 دونماً للري أو للبساتين، و58 دونماً للأراضي المبنية (الحضرية). كما زُرع 300 دونماً في الغابسية بأشجار الزيتون.
اعتمدت زراعة القرية بغالبها على الزراعة البعلية، وشملت الحبوب من قمح وشعير وذرة، والبقوليات من العدس والحمص والفول،
والخضار ومحاصيل الزيتون والتين والرمان والصبر واللوزيات. كما اعتمد السكان على تربية الماشية واستخدموا الأبقار والثيران والحمير للحراثة؛ وزرعوا الكرسنة كعلف لحيواناتهم. توافر بالقرية العديد من العيون منها: "عين العسل" و"عين الفوار" وومر بجوانبها أودية تجري فيها المياه.

### حرب 1948 وطرد أهلها
كانت القرية تقع ضمن الأراضي المخصصة للدولة العربية بموجب خطة التقسيم التي أقرتها الأمم المتحدة في 1947. وكانت الغابسية، مثل العديد من القرى العربية، لديها اتفاق عدم اعتداء مع المجتمعات اليهودية المجاورة. زود القرويون عصابات الهاغاناه الصهيونية بالمعلومات الاستخباراتية والذخيرة مقابل اتفاق بعدم دخول القرية أو إيذاء السكان في الأشهر الأولى من الحرب العربية الإسرائيلية 1948. ومن ناحية أخرى، انضم بعض القرويين إلى هجوم مارس 1948 على القافلة الصهيونية في كيبوتس يحيعام، والذي قُتل فيه 47 جندياً من الهاغاناه.
استولى لواء كرملي التابع للهاغاناه على الغابسية خلال عملية بن عمي في 21 مايو 1948. استسلمت القرية رسمياً، لكن قوات كرملي «اقتحمت القرية برصاص بنادقها»، مما أسفر عن مقتل عدد من السكان. ويبدو أن ستة قرويين، يُعتقد أنهم شاركوا في الهجوم على قافلة يحيعام، قد أُعدموا بعد ذلك.

## السكان اليوم
فر القرويون أو طُردوا إلى القرى المجاورة، حيث بقوا حتى الغزو الصهيوني الكامل للجليل في أكتوبر. في ذلك الوقت، نزح العديد من السكان إلى مخيمات نهر البارد، برج البراجنة، البداوي، عين الحلوة في لبنان، بينما فر آخرون إلى البلدات العربية المجاورة وأصبحوا ضمن عرب 48 بسبب تسجيلهم في تعداد أكتوبر-نوفمبر. وقد حاول هؤلاء مراراً وتكراراً الاستقرار في قريتهم. ويبدو أن البعض حصل على إذن لكن آخرين عادوا بشكل غير قانوني. وفي 24 يناير 1950، أمر الحاكم العسكري للجليل جميع سكان الغابسية بالمغادرة خلال 48 ساعة، ثم أعلن القرية منطقة عسكرية مغلقة. ولم يجرى ترتيب أي سكن بديل، واتخذ القرويون مساكن مؤقتة في منازل مهجورة قريبة من الشيخ داود والشيخ دنون والمزرعة.
أثار الطرد جدلاً عاماً. أدانها قادة حزب مبام اليساري، لكن موقفهم قوضته كتلة المستوطنات اليهودية الإقليمية التي يهيمن عليها المبام (أحد كيبوتسات مبام كان يزرع بالفعل أرض الغابسية) التي أعلنت أنه «لا يجوز بأي حال من الأحوال السماح لعرب الغابسية بالعودة إلى قريتهم.» أعاد بعض القرويين استيطان القرية مرة أخرى في سبتمبر 1950، لكن حُكم عليهم بالسجن لعدة أشهر ودفع غرامات.

### ما بعد 1948

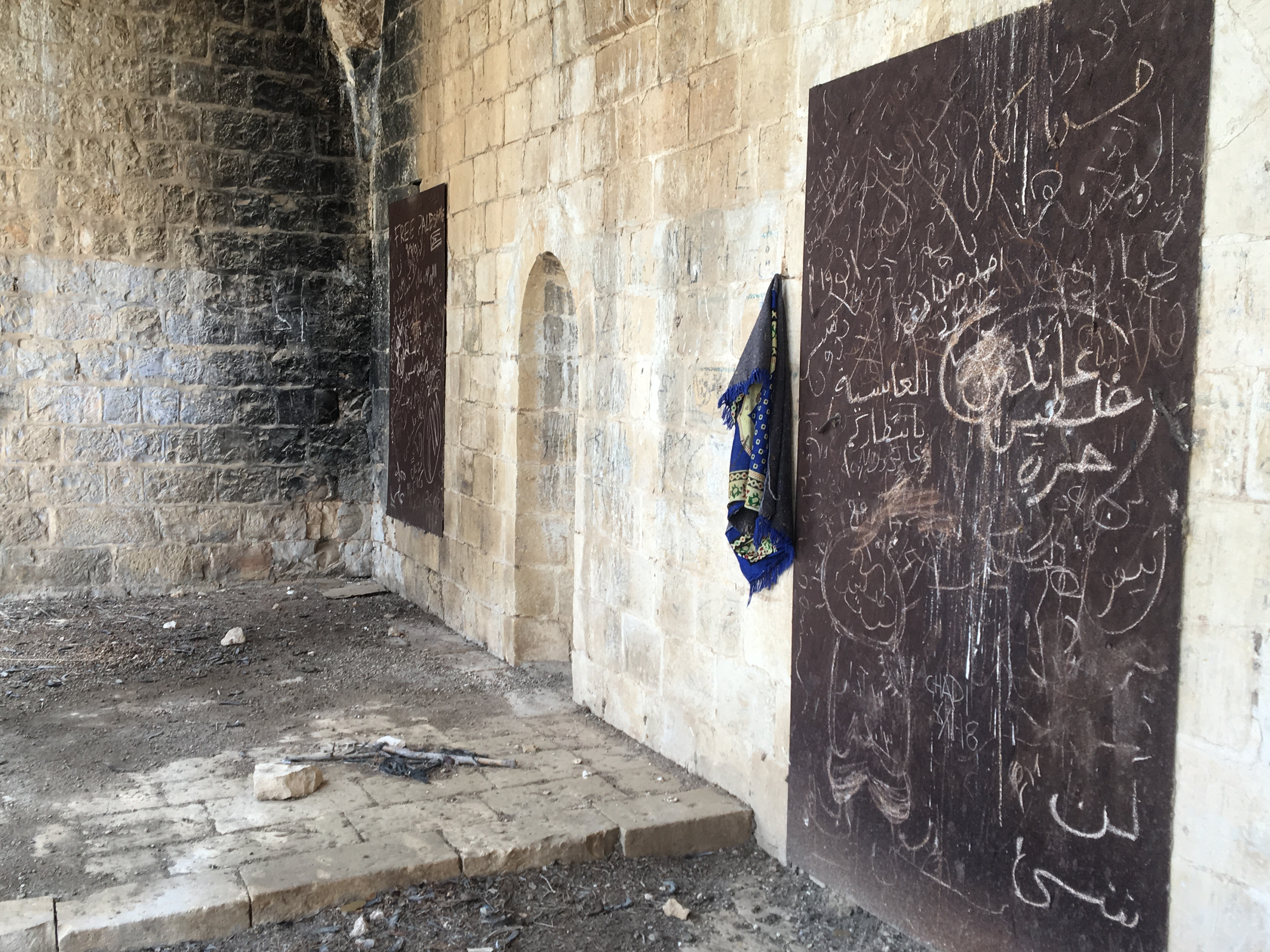
أطلال مبنى في الغابسية، 2019

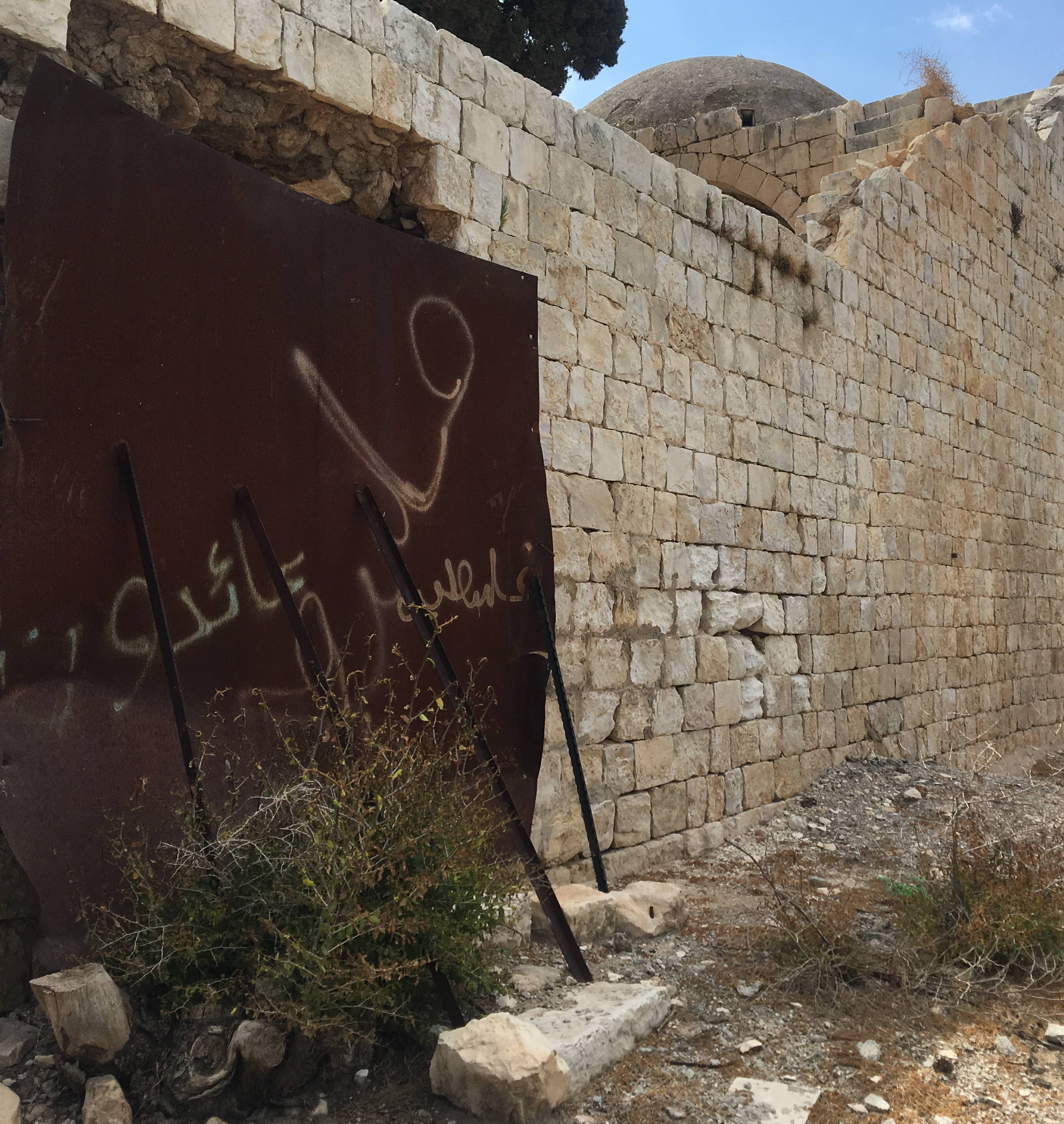
أطلال مبنى في الغابسية، 2019

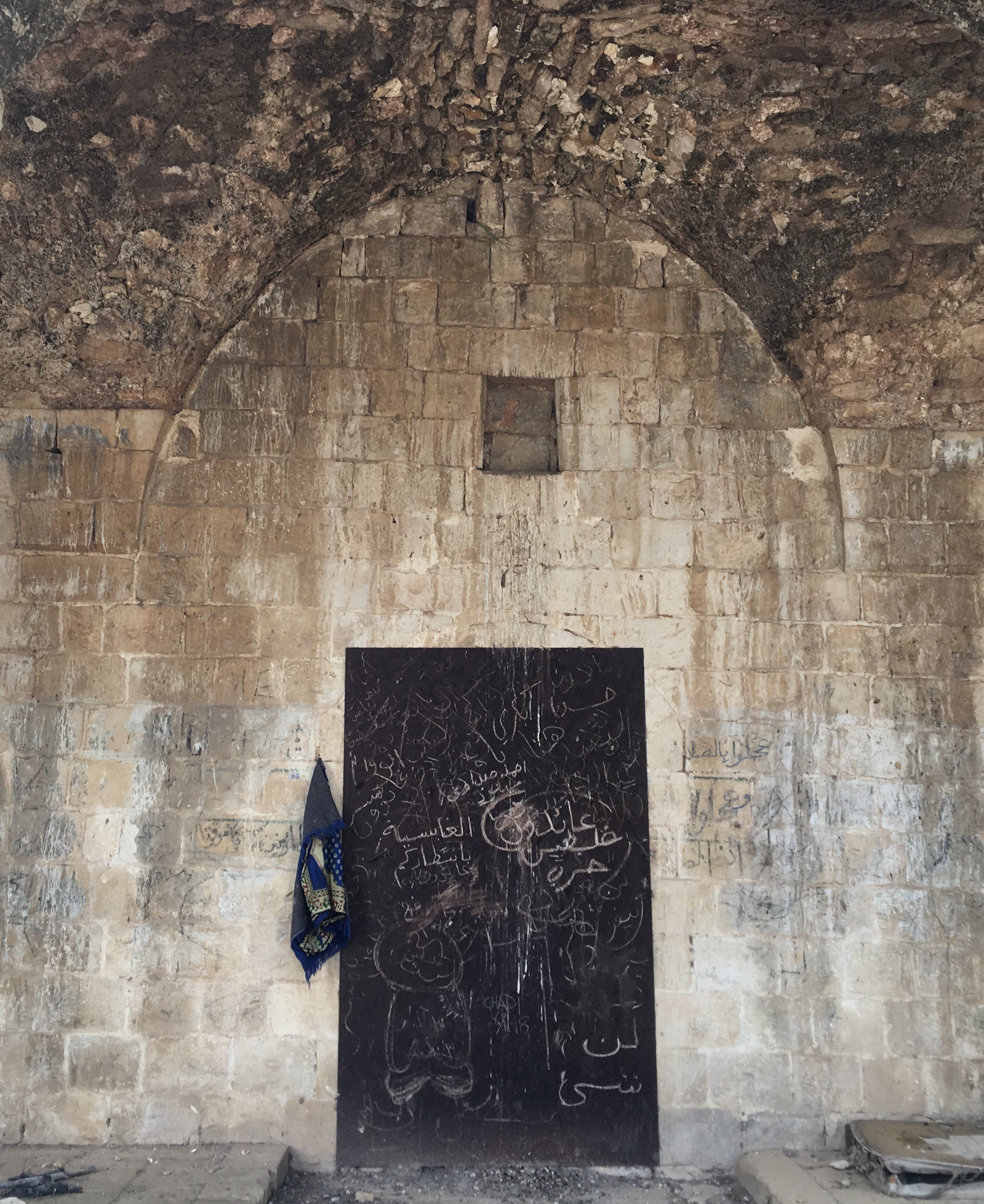
باب مسجد الغابسية، 2019

رفع القرويون دعوى ضد الحكومة العسكرية في المحكمة العليا في إسرائيل في 1951. وقضت المحكمة بأن إعلان القرية كمنطقة مغلقة قد جرى بشكل خاطئ، ونتيجة لذلك «ليس للحاكم العسكري سلطة إخلاء الملتمسين [من القرية] وليس له سلطة منعهم من دخولها أو الخروج منها أو من الإقامة فيها.» وردت الحكومة العسكرية بإغلاق القرية، وبعد يومين أعلنتها مرة أخرى منطقة عسكرية مغلقة. استأنف القرويون أمام المحكمة العليا مرة أخرى، لكن المحكمة قضت بأن الإعلان الجديد قانوني، وبالتالي، مُنع القرويون الذين لم يتمكنوا من العودة إلى القرية قبل هذا الإعلان (والذين كانوا جميعاً في الواقع) ممنوعين من الذهاب إلى هناك دون تصريح. وهكذا ظلت القرية مهجورة. وصودرت أراضيها رسمياً، وهُدمت منازلها في 1955 ولم يتبق سوى المسجد الكبير. ولم تنجح محاولات القرويين اللاحقة للعودة إلى القرية. شكل القرويون لجنة كان نشاطها الرئيسي هو تجديد مقبرة القرية ومسجدها، وفي يوليو 1972 كتبت اللجنة إلى رئيس الوزراء:
لا يزال هناك مسجد ومقبرة في القرية.... المسجد في حالة متداعية والمقبرة، التي دفن فيها أقاربنا، مهملة وتكسوها الأعشاب الضارة لدرجة أنه لم يعد من الممكن التعرف على القبور بعد الآن. مع العلم أن سلطات الدولة اهتمت دائماً بأماكن العبادة والمقابر لجميع الطوائف العرقية،... [نحن نطلب] أن نتمكن من إجراء إصلاحات في المسجد وكذلك إصلاح المقبرة وتسييجها وتنظيم شؤونها.
لم تسمح السلطات لأهالي الغابسية بتنفيذ أعمال الترميم المطلوبة للمسجد والمقبرة. وكانت إدارة أراضي إسرائيل قد استولت على أرض القرية، بما فيها المسجد، بموجب أحد القوانين المتعلقة بمصادرة الأراضي، وليس وزارة الأديان المسؤولة عن الأماكن المقدسة. بدأ أعضاء لجنة القرية ترميم المسجد والصلاة فيه في 1994. إلا أن إدارة الأراضي الإسرائيلية أغلقت مدخل المسجد في يناير 1996، لكن القرويون اخترقوا السياج واستخدموا المسجد مرة أخرى للصلاة. خاطب القرويون رئيس الوزراء شيمون بيريز في أبريل 1996، وتلقوا رداً نيابة عنه من أحد مساعديه:
تعتبر حكومة إسرائيل نفسها ملزمة بالحفاظ على الأماكن المقدسة لجميع الأديان، بما في ذلك، بالطبع، المقابر والمساجد المقدسة الإسلامية. وقد صرح رئيس الوزراء لرؤساء الجالية العربية، الذين التقى بهم مؤخراً، بأن الحكومة ستعمل على تجديد واستعادة مكانة المساجد في القرى المهجورة، بما في ذلك مسجد الغابسية.
ومع ذلك، هُزم شمعون بيريز في انتخابات رئاسة الوزراء التالية، وفي مارس 1997، حاصرت الشرطة المسجد وأزال ممثلون عن إدارة أراضي إسرائيل نسخ من القرآن وسجادات الصلاة وأغلقوا مدخل المسجد مرة أخرى. وانتقل النزاع إلى المحكمة في عكا، حيث أكد القرويون المهجرون أن الإجراء الحكومي يتعارض مع «قانون الحفاظ على الأماكن المقدسة» الإسرائيلي. طعنت إدارة أراضي إسرائيل في حق القرويين في الصلاة هناك، واستخدمت الإخلاء غير القانوني في 1951 وهدم القرية في 1955 كحجج لدعم ادعائها:
«قرية الغابسية هجرها أهلها ودمرت أثناء حرب الاستقلال».... [ظل المسجد.. قائماً].. «وحيداً ومهملاً»... وبما أنه كان في حالة تداعي غير مستقرة تشكل خطراً على سلامة من بداخله، قررت وزارة الأديان إغلاقه وتسييجه.
ورفضت المحكمة إصدار أمر قضائي يسمح للمصلين بالعودة إلى المسجد. ولا يزال أهالي قرية الغابسية يصلون في الميدان خارج المسجد المُسيج.

## معرض صور

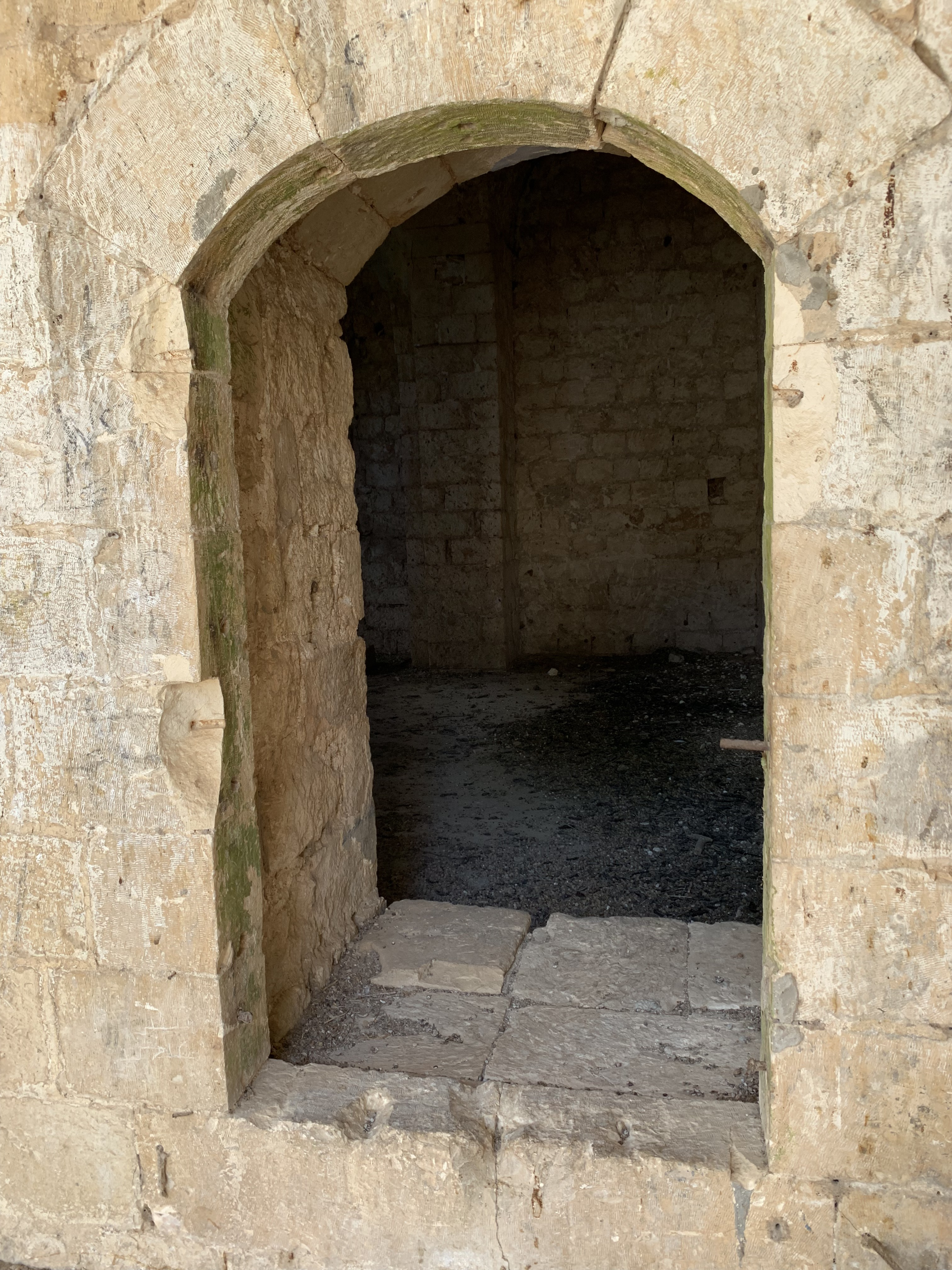
مسجد الغابسية
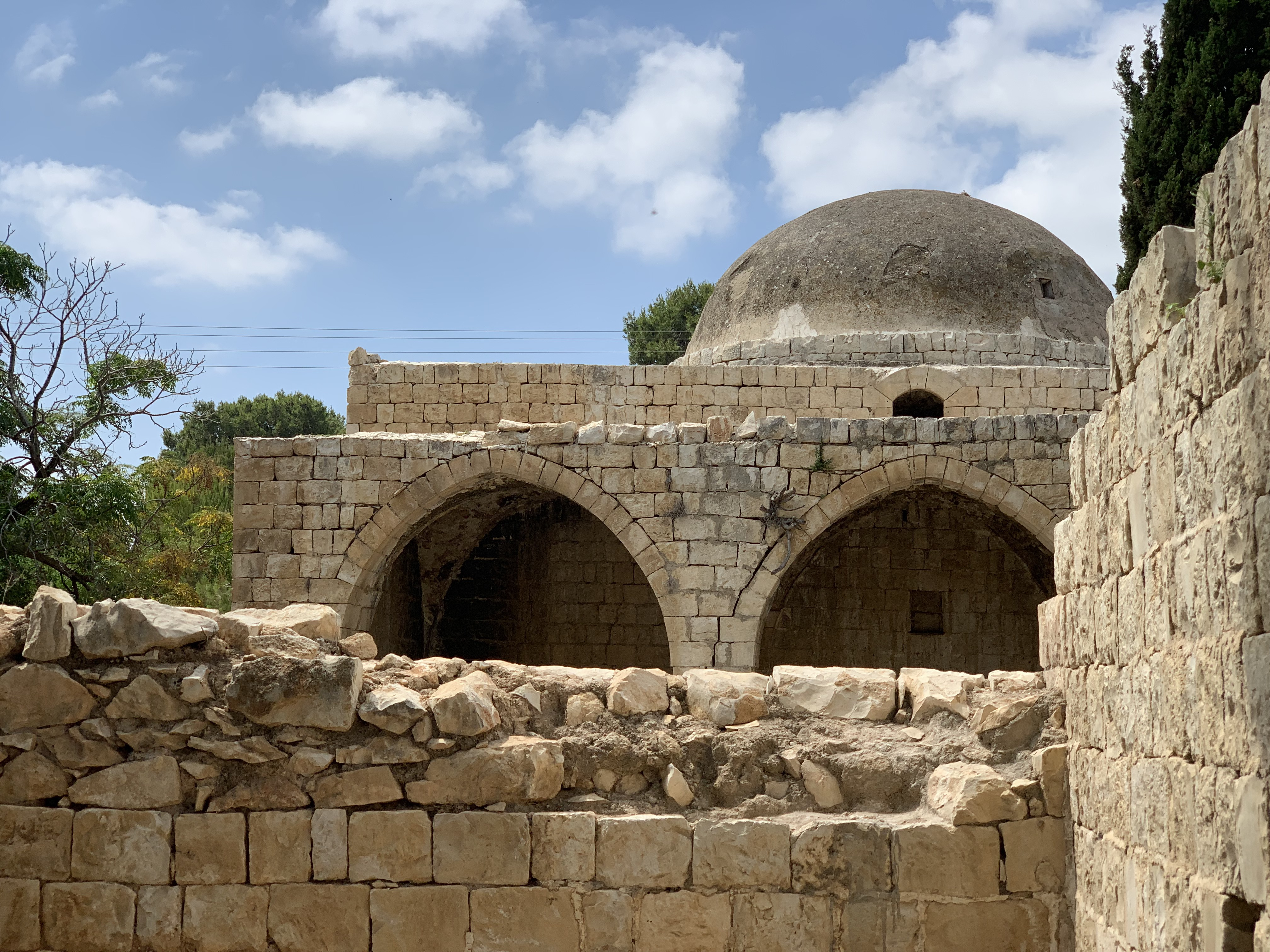
أسوار مسجد الغابسية
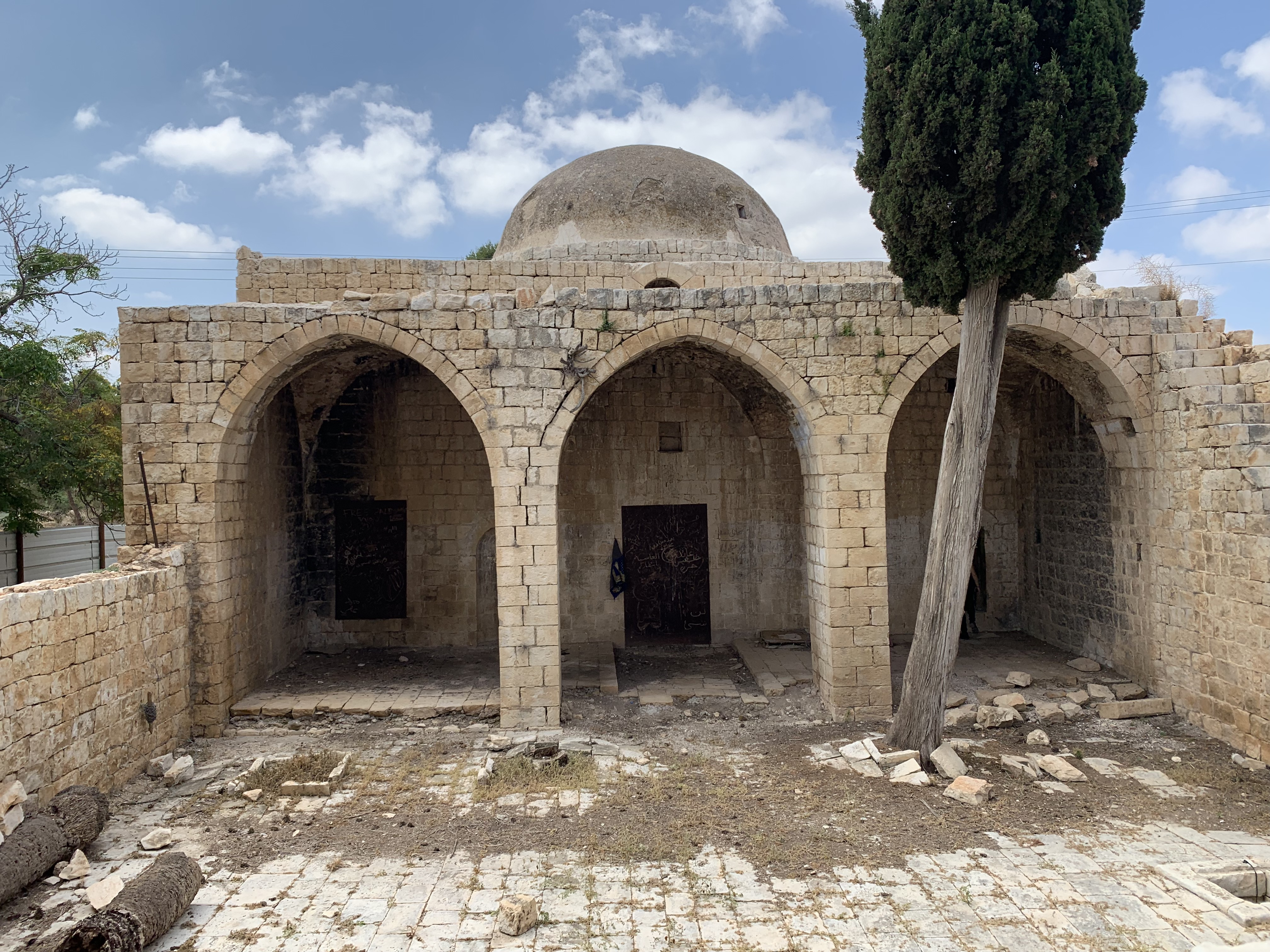
ساحة مسجد الغابسية 2019
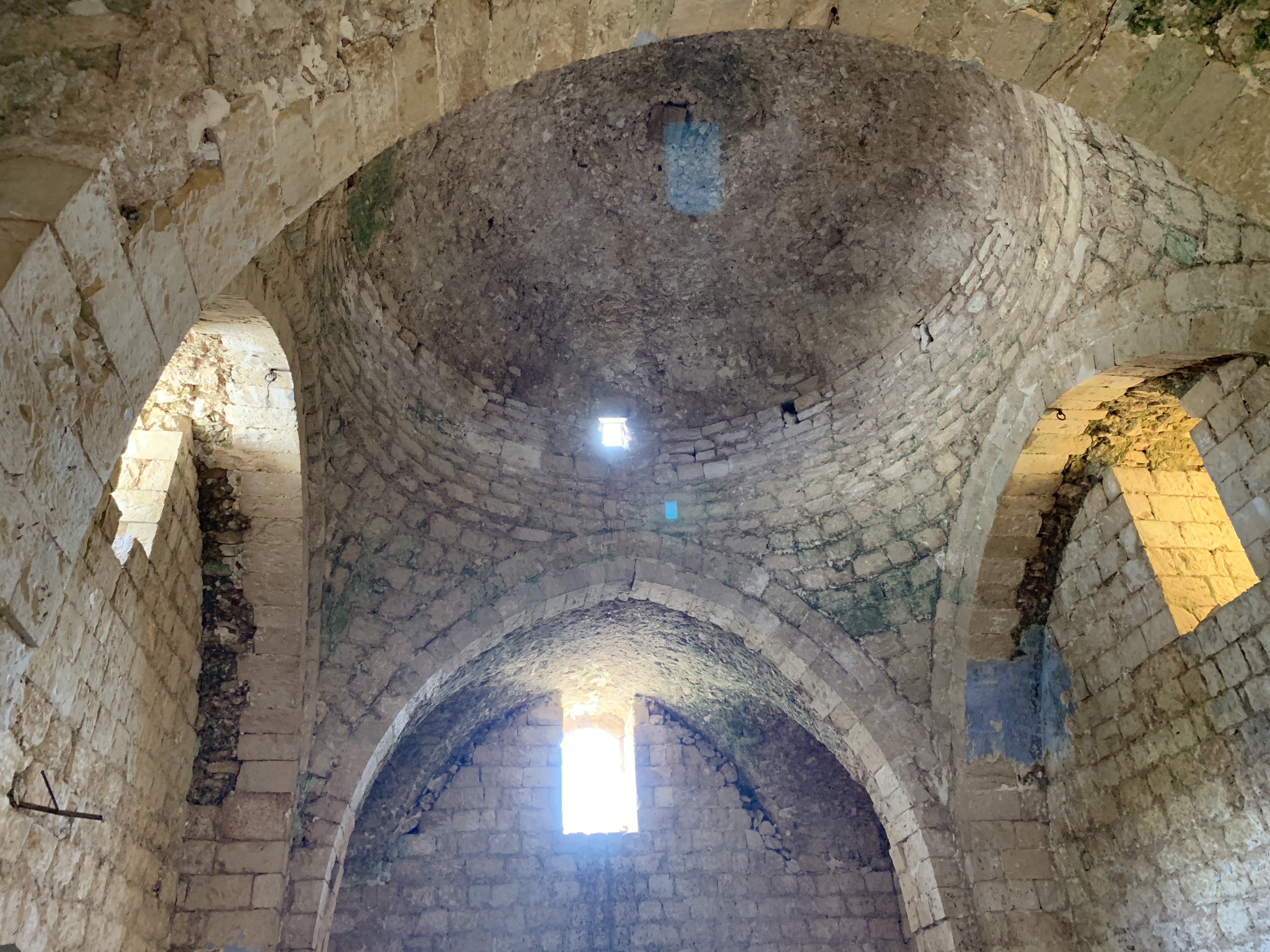
قبة مسجد الغابسية 2019
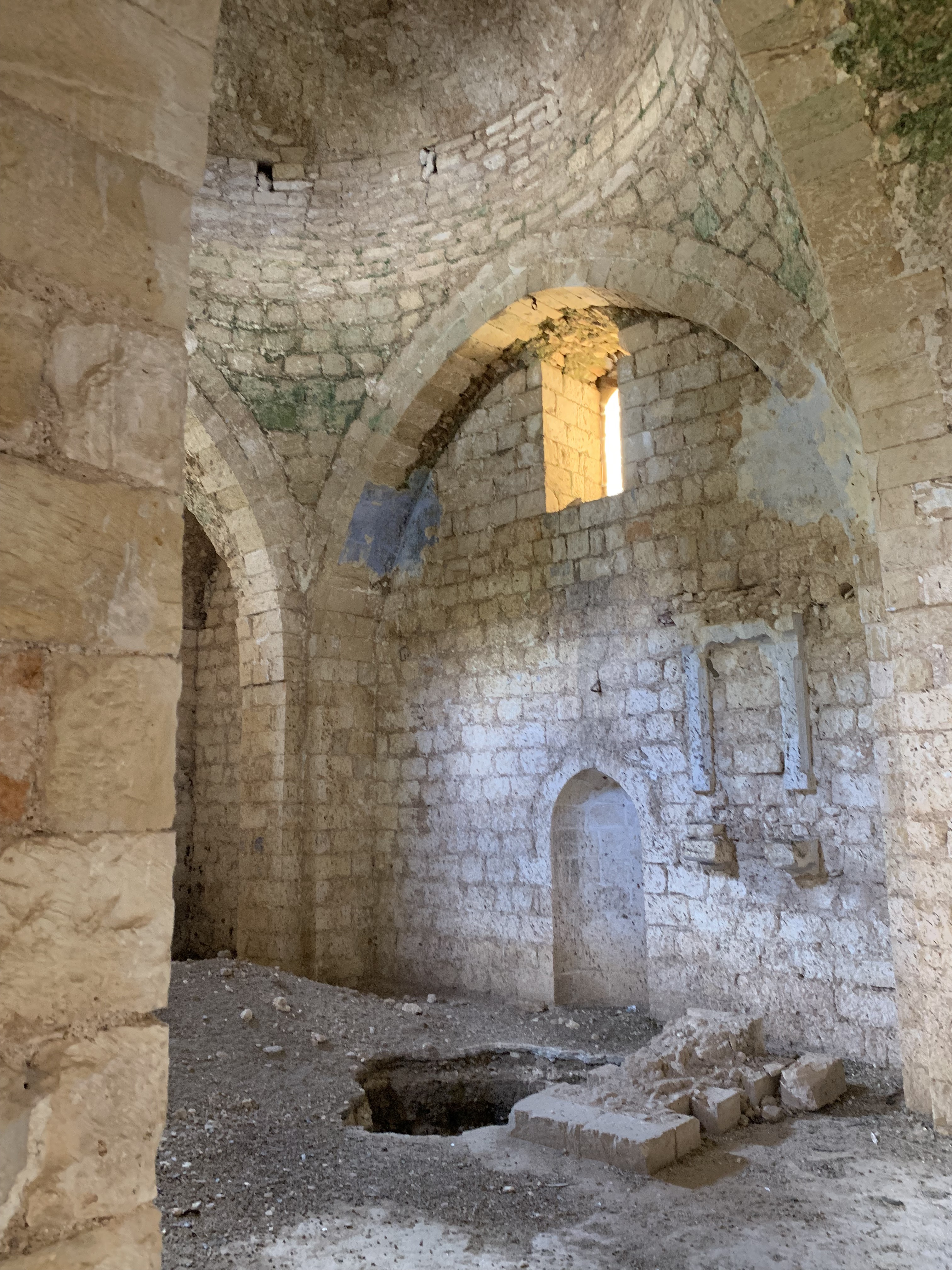
مسجد الغابسية من الداخل 2019
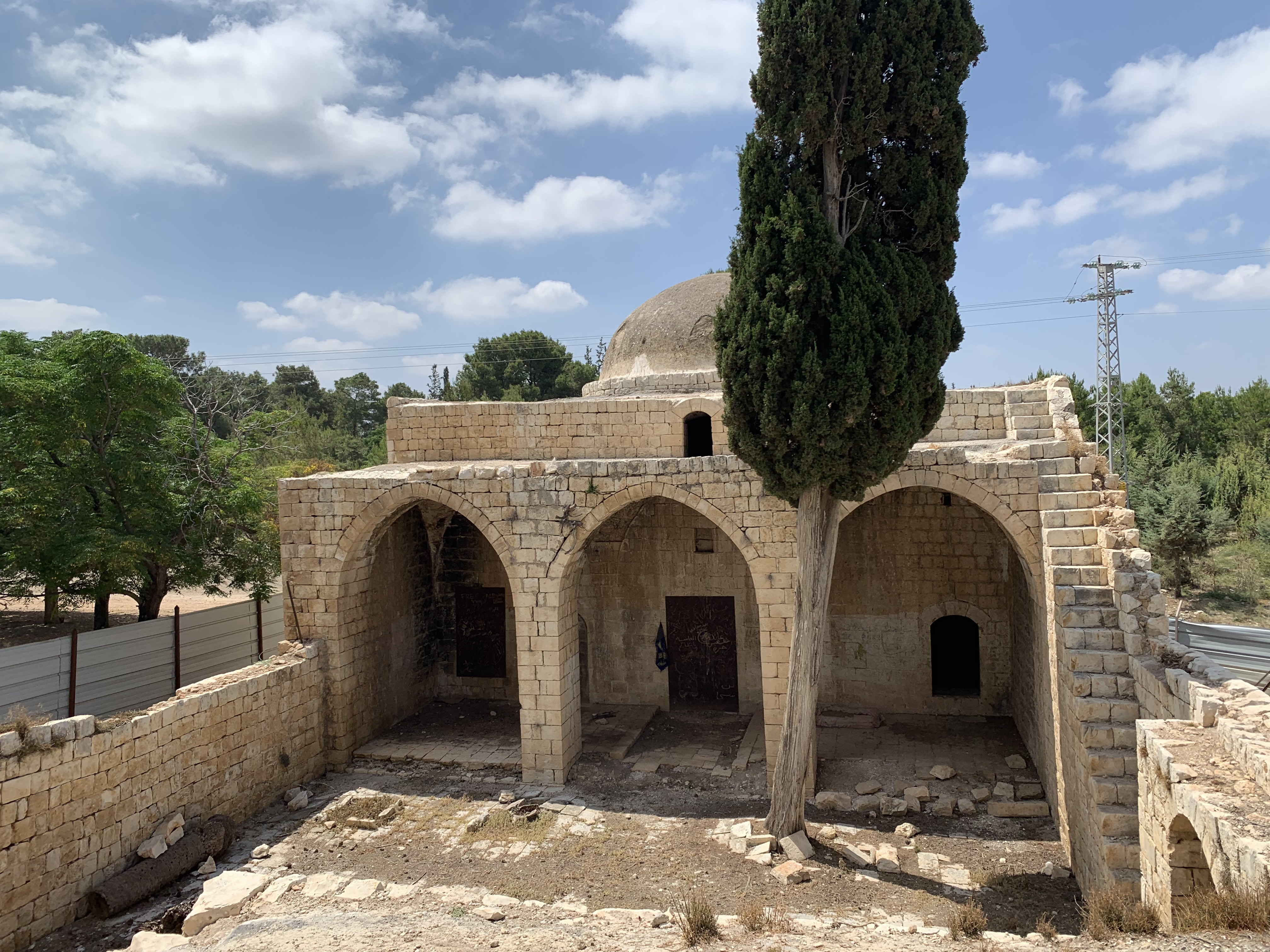
منظر خارجي لمسجد الغابسية 2019
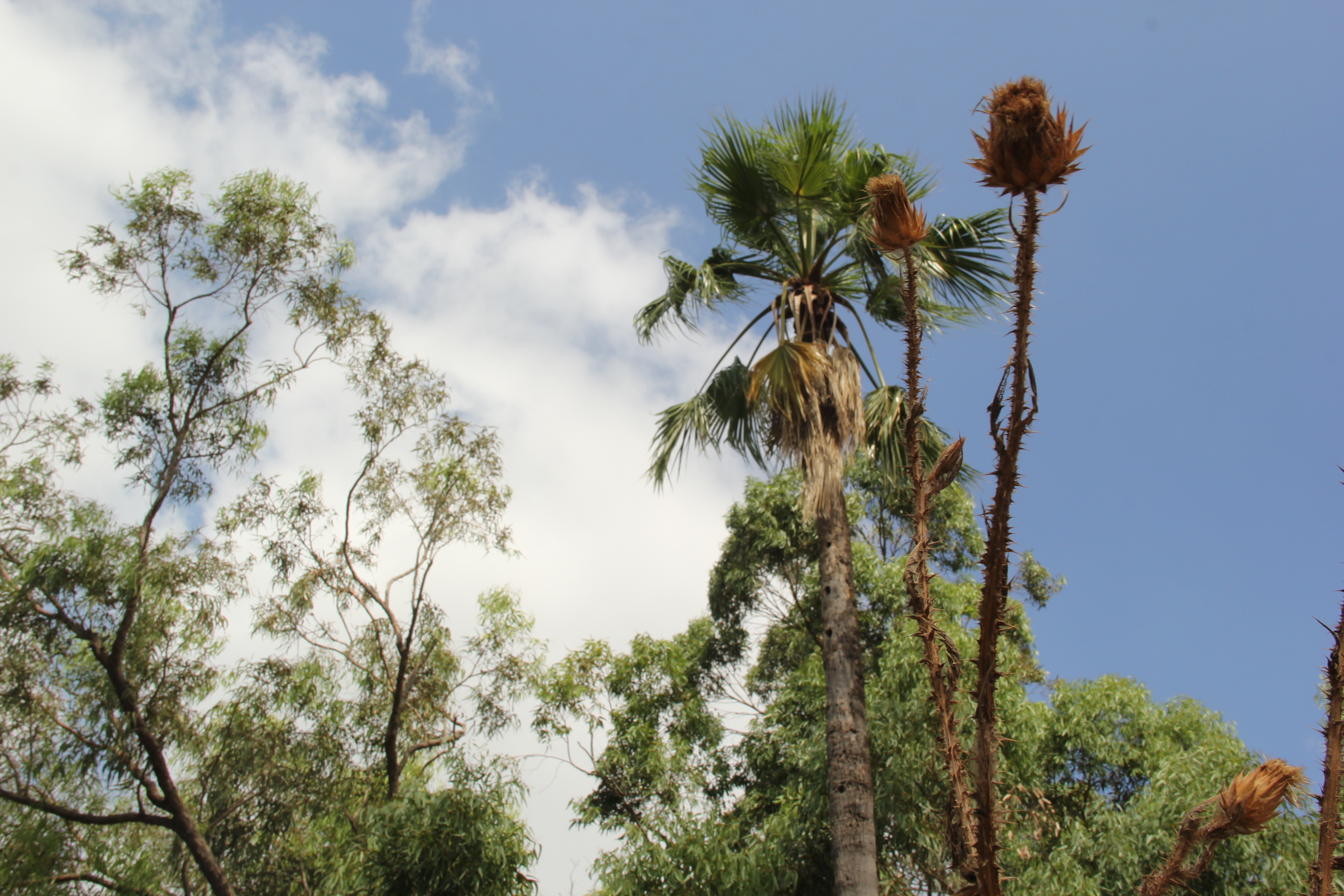
آخر شجرة في قرية الغابسية قبل التهجير. زُرعت في فناء بيت آل سالم قبل هدمه
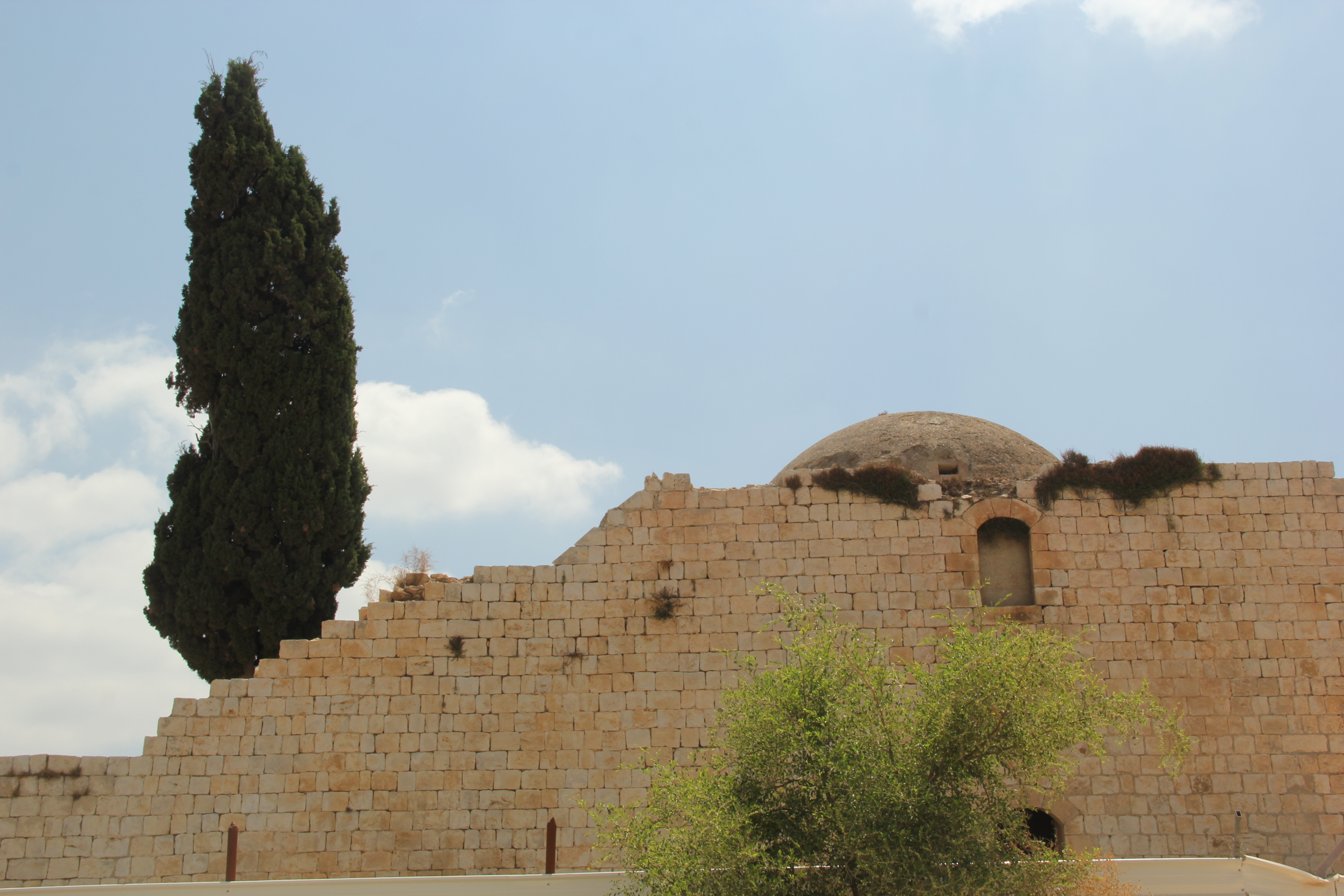
مسجد الغابسية من الخارج، تظهر القبّة وأسوار المسجد.
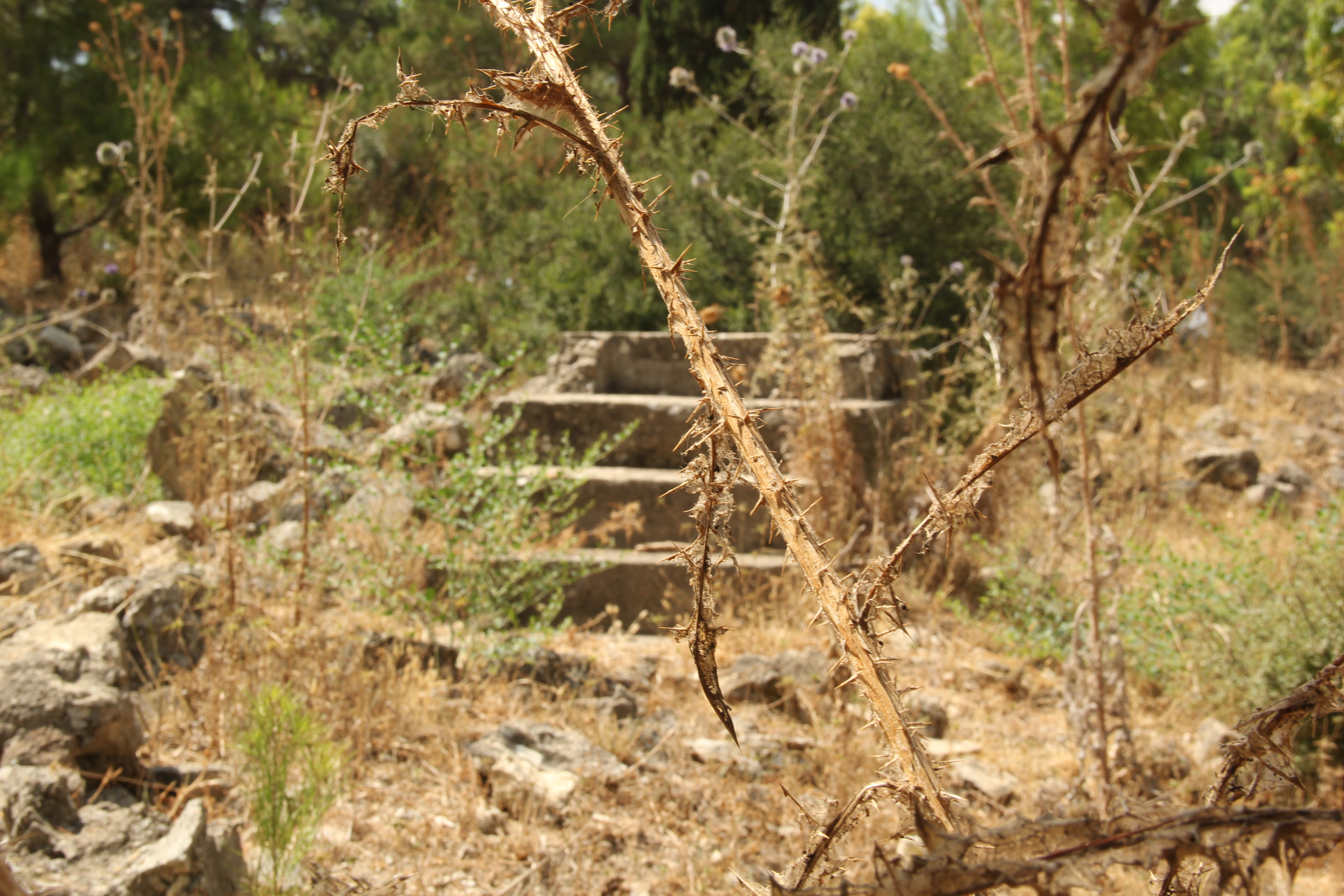
بقايا درج يفصل ما بين الطابق الأرضي والطابق الثاني من بيت آل سالم المهدّم
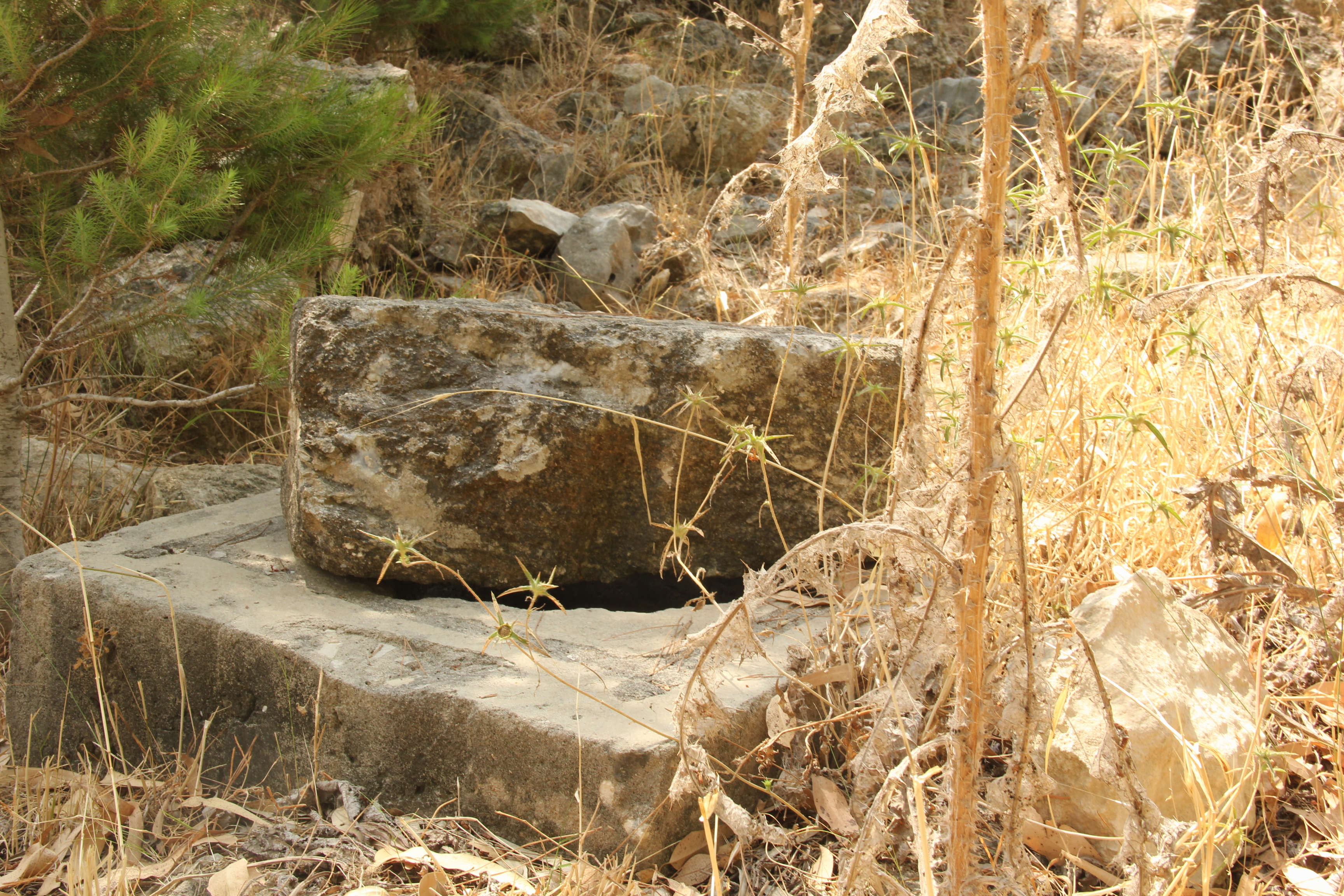
بقايا طاحونة ماء في قرية الغابسية المهجرة
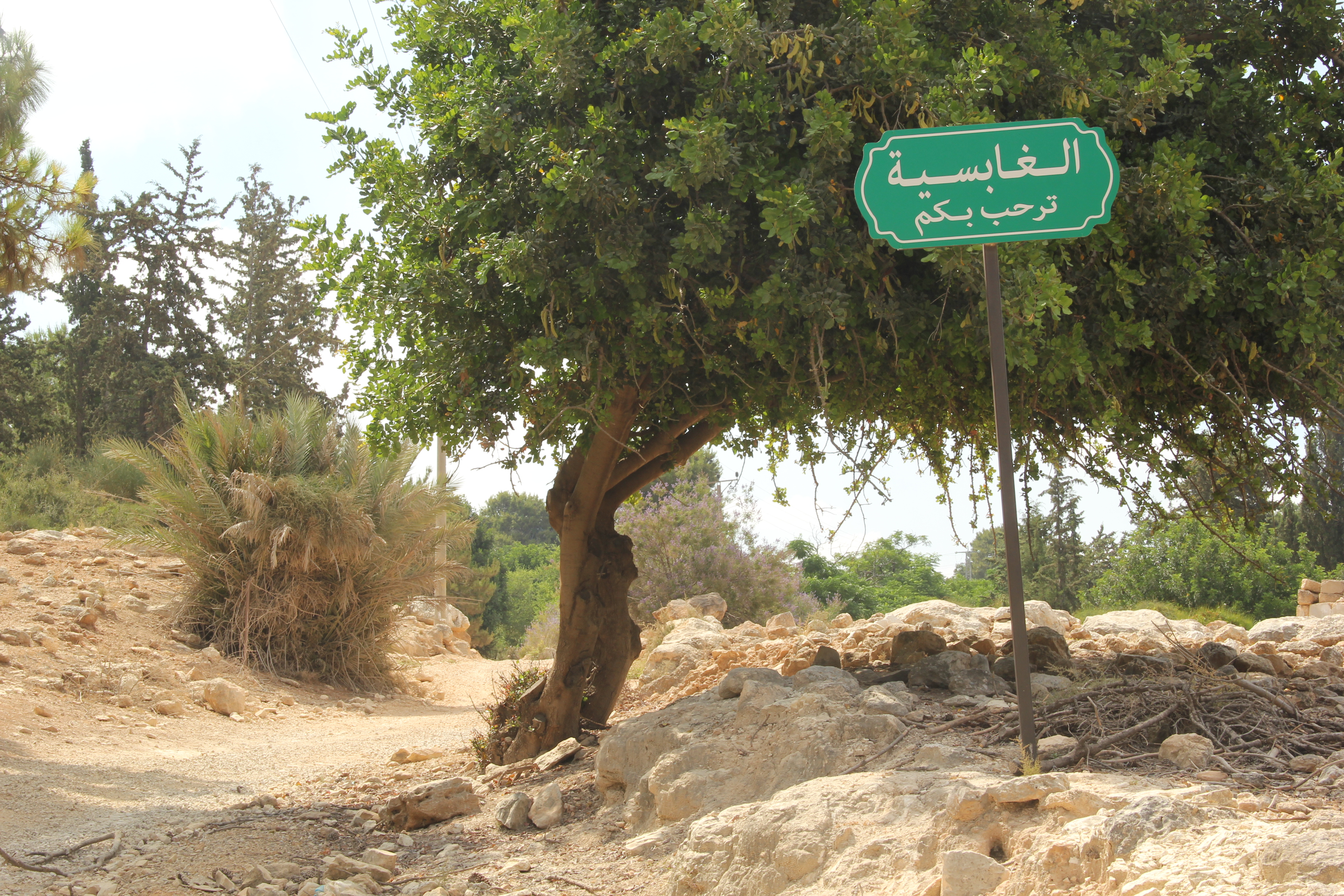
مدخل قرية الغابسيّة المهجّرة